# Movimento per l'Autonomia
Il Movimento per l'Autonomia (MpA) è un partito politico italiano, fondato dall'allora europarlamentare catanese Raffaele Lombardo il 30 aprile 2005, di chiara ispirazione autonomista e orientamento moderato. Suo centro propulsore e di maggior radicamento elettorale è la Sicilia, anche se fin dagli esordi s'è posto un'ampia dimensione meridionale (il congresso fondativo si è tenuto a Bari). Dopo le disavventure giudiziarie di Lombardo è guidato dall'agrigentino Roberto Di Mauro.
L'attuale denominazione, dopo essere stata oggetto di lievi modifiche, ha infine ripreso quella originaria, in particolare prima delle elezioni regionali in Sicilia del 2022.

## Storia

### La nascita
Il partito nasce da un dissenso interno all'UDC siciliana: Raffaele Lombardo, segretario regionale, aveva intrapreso un cammino autonomista finalizzato a rendere il partito di Casini parte di una federazione di soggetti regionali. Tale linea, rigettata dai vertici nazionali, porta quindi alla scissione.
La motivazione principale è riconducibile alla presa di posizione  secondo la quale «ai partiti nazionali è stato pagato un tributo troppo alto e non sempre sono stati tutelati gli interessi della nostra terra». Intorno alla sua leadership il Movimento si organizza accogliendo esponenti politici provenienti dalla nuova Democrazia Cristiana, dal Partito Socialista Italiano, dal Partito Liberale Italiano e da altre formazioni federaliste. Successivamente amplia le proprie file, dichiarando la propria indipendenza da entrambi i poli della politica italiana.
Il primo banco di prova ufficiale è dato dalle elezioni comunali di Catania, tenute nel mese di maggio, dove il movimento (che promuove 4 liste) appoggia la coalizione della Casa delle Libertà e col 20% contribuisce in modo determinante alla sua vittoria. Successivamente amplia le proprie file, dichiarando la propria indipendenza da entrambi i poli della politica italiana.
Il successivo appuntamento elettorale riguarda le elezioni amministrative di Messina, tenute in due turni fra novembre e dicembre 2005: l'MpA si presenta con un proprio candidato a sindaco (che riscuote il 7%) e, al ballottaggio, non si schiera a sostegno di nessuno fra i due candidati delle coalizioni.

#### Il primo congresso e il nodo delle alleanze
Il congresso costitutivo si svolge dal 16 al 18 dicembre 2005 a Bari: a dispetto delle voci non viene immediatamente annunciata la scelta di campo fra le due coalizioni nazionali di centro-destra e centro-sinistra, bensì il dialogo con i candidati di punta di esse (e non coi singoli leader di partito) su una piattaforma programmatica. Il Movimento ribadisce la sua collocazione al centro, insistendo ulteriormente su quelli che ritiene obiettivi irrinunciabili.
Raffaele Lombardo viene eletto per acclamazione Segretario dal Congresso.

### Politiche 2006: accordo con la Lega e con la CdL
Nel 2006 il Movimento decide di sciogliere ogni riserva e di formalizzare la sua intesa con la Casa delle Libertà, raggiunta tramite un accordo con la Lega Nord di Umberto Bossi per porre fine alla conflittualità tra autonomia e federalismo e trasformare i conflitti in sinergia e collaborazione tra nord e sud del paese; è il caso storico di un allargamento di vedute del Carroccio, che si apre alle energie del Meridione d'Italia. L'accordo viene formalizzato il 4 febbraio 2006 da Lombardo e dal il Ministro Roberto Calderoli, Coordinatore delle Segreterie nazionali della Lega. I due partiti collaborano anche col Partito Sardo d'Azione, che presenta suoi candidati nella lista per l'elezione della Camera dei deputati. 
Lombardo sostiene di aver scartato l'ipotesi di un accordo con l'Unione in quanto tale lo schieramento non avrebbe intenzione di inserire il ponte sullo Stretto di Messina nel programma di legislatura e per la contrarietà verso altri argomenti programmatici .
Alle elezioni politiche del 2006, la lista Lega Nord-MPA raccoglie 182 000 voti (Camera) e 146 000 voti (Senato) nelle regioni meridionali. In Sicilia, la lista ottiene il 4,5% alla Camera (3 seggi) ed il 4,1% al Senato (1 seggio).
In sede parlamentare l'MpA conta 5 deputati che costituiscono una propria componente nel Gruppo misto alla Camera): Giovanni Roberto Di Mauro, Nicola Leanza, Carmelo Lo Monte, Giuseppe Maria Reina e Vincenzo Oliva (questi ultimi due eletti nelle liste di Forza Italia in Puglia e in Toscana, in forza dell'accordo sottoscritto); a fine legislatura diventeranno 7, con l'adesione di Riccardo Minardo e Ferdinando Latteri. Due sono, invece, i Senatori che aderiscono al Gruppo DC-PRI-IND-MPA: il siciliano Giovanni Pistorio ed il friulano eletto in Liguria Giuseppe Saro.
Il 4 maggio 2006, in seguito all'incendio scoppiato nella raffineria ERG di Priolo Gargallo (SR), i deputati dell'MpA indicono una conferenza stampa con maschere antigas per manifestare la loro ferma opposizione alle politiche industriali di quello stabilimento petrolchimico e delle raffinerie in quel sito e in  altri luoghi della Sicilia e dell'Italia meridionale, richiedendo l'istituzione di una Commissione di inchiesta sull'inquinamento prodotto dalle fabbriche della zona. Reina, Lo Monte, Di Mauro e Oliva chiedono lo smantellamento degli impianti e la loro riconversione, nell'ottica di un insediamento industriale di qualità che rispetti il territorio e le popolazioni, che dia produzioni di alto livello ed occupazione qualificata, senza inibire lo sviluppo turistico dei luoghi e danneggiare la salute dei cittadini. L'impegno per l'ambiente è rimasto una delle priorità del movimento, che si batterà per contro l'impiego del Pet Coke a Gela e, in generale, per uno sviluppo sostenibile.
A maggio 2006 si tengono inoltre le elezioni regionali siciliane, dove l'MpA, schierato nel centrodestra a sostegno di Totò Cuffaro, si piazza come il terzo partito con il 12,5%, eleggendo 10 deputati all'Assemblea Regionale Siciliana. Leanza e Di Mauro vengono eletti deputati regionali e lasciano il posto alla Camera a Sebastiano Neri e Pietro Rao.
L'11 giugno l'MpA alle elezioni provinciali di Trapani arriva a contare 21.530 preferenze con il 9,56 % dei voti totali, contribuendo all'elezione del senatore di Forza Italia Antonio D'Alì come candidato unico della CDL (contrapposto a Massimo Grillo candidato dell'Unione).
Il 30 luglio 2006 l'MpA sigla un patto federativo con il neonato movimento Nazionalisti Siciliani, il 21 novembre dello stesso anno raggiunge un'intesa politico-programmatica con Alleanza Siciliana di Nello Musumeci
Il Movimento gioca una parte significativa nella crisi del Governo Prodi II, visto che per rafforzare la propria debole maggioranza al Senato, la coalizione de l'Unione ha tentato di coinvolgere i due senatori dell'MpA. In tale occasione il Movimento ha subordinato l'eventuale appoggio al governo ad un radicale cambiamento delle politiche per la Sicilia ed il Meridione, in particolare da un ripensamento sul Ponte sullo Stretto di Messina, opera che da sempre ritenuta fondamentale.
Nel marzo 2007 viene sottoscritta un'intesa politico-programmatica per le elezioni comunali di Palermo, legando il proprio sostegno (che si rivelerà di nuovo decisivo) a Diego Cammarata ad un programma innovativo di decentramento, trasparenza e riforme. Nello stesso mese viene raggiunta un'intesa col Movimento Autonomista Toscano, nell'ottica della comune battaglia per il federalismo.
Nel gennaio 2008 aderiscono al Movimento gran parte degli esponenti dell'Italia di Mezzo, rappresentati, fra gli altri, dall'ex Ministro Vincenzo Scotti.

### Politiche 2008: l'alleanza con il PdL e Lombardo Presidente della Regione Siciliana

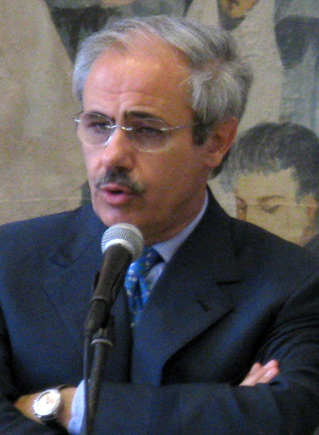
Raffaele Lombardo

Il 20 febbraio 2008, in vista delle elezioni politiche del 13 e 14 aprile, anticipate per la prematura fine del Governo Prodi II, il Movimento per l'Autonomia sottoscrive un accordo per un'alleanza programmatica con il neonato Popolo della Libertà di Silvio Berlusconi e Gianfranco Fini ; il contrassegno troverà spazio in tutte le regioni centro-meridionali, specularmente a quanto accadrà con la Lega Nord nel Settentrione.
Alle elezioni politiche del 13-14 aprile, la coalizione tra Popolo della Libertà, Lega Nord e Movimento per l'Autonomia ha ottenuto la vittoria con il 46,81% alla Camera ed il 47,32% al Senato, conquistando la maggioranza assoluta in entrambe le camere.
Il Movimento per l'Autonomia ottiene su scala nazionale l'1,13% alla Camera e l'1,08% al Senato ed elegge quindi otto deputati: Elio Belcastro, Roberto Commercio, Arturo Iannaccone, Nicola Leanza, Carmelo Lo Monte, Angelo Lombardo, Antonio Milo e Luciano Sardelli. E due senatori: Giovanni Pistorio e Vincenzo Oliva. Il Movimento ottiene eletti, oltre che in Sicilia, anche in Campania, in Puglia ed in Calabria.
Dopo un ampio ed aspro confronto l'MpA riesce a raggiungere un obiettivo fondamentale, ottenendo la designazione del proprio leader Raffaele Lombardo a candidato unitario del centro-destra alla Presidenza della Regione Siciliana.
Alle elezioni del 14 aprile 2008, Lombardo riceve un consenso plebiscitario (64% dei voti), che lo manda alla guida della Regione.

#### Il IV Governo Berlusconi
Il Movimento è entrato, coerentemente al risultato elettorale, nella maggioranza che sostiene il Governo Berlusconi IV. Sono membri dell'esecutivo Giuseppe Maria Reina, al Sottosegretario alle Infrastrutture ed ai Trasporti e Vincenzo Scotti al Sottosegretario agli Affari Esteri.
Motivi di attrito all'interno della maggioranza formata da PdL, Lega e MpA intervengono circa il decreto fiscale varato dal ministro dell'Economia Tremonti, che a detta dell'MpA toglie troppi fondi al Mezzogiorno per la copertura. Il 24 giugno 2008 il Movimento decide di non votare la fiducia posta dal Governo sul provvedimento se l'esecutivo non si impegnerà a ripristinare i trasferimenti. L'impegno viene sottoscritto e l'MpA accorda la fiducia.
La situazione tuttavia si ripete in occasione della posizione della questione di fiducia sul decreto legge anticrisi il 13 gennaio 2009. Il gruppo alla Camera vota la fiducia al governo, tuttavia si astiene dal voto finale sul provvedimento, lamentando uno squilibrio fra Nord e Sud nelle politiche governative, contrario a quanto stabilito nel programma elettorale, e chiedendo un cambio di passo.

#### Il secondo congresso e le Europee 2009
Il secondo congresso del Movimento per l'Autonomia si è svolto a Roma il 27, 28 febbraio e 1º marzo 2009. In questa occasione il partito assume la sua nuova denominazione: Movimento per le Autonomie.
Alle elezioni europee del 2009 l'MpA presenta una lista comune con La Destra di Francesco Storace, il Partito Pensionati di Carlo Fatuzzo e l'Alleanza di Centro di Francesco Pionati: L'Autonomia. La lista nasce con l'intento di combattere le tecnocrazie di Bruxelles attraverso l'esercizio della legittimazione democratica e di assottigliare il divario tra Nord e Sud.
L'Autonomia ottiene però un esito modesto: 682.046 voti e il 2,2 %, distante dalla clausola di sbarramento fissata al 4 %.
Il 7 ottobre 2009 il numero dei senatori del Movimento per le Autonomie sale a tre con l'adesione del senatore Sebastiano Burgaretta Aparo proveniente dal gruppo dell'UDC (subentrato a Salvatore Cintola).

#### I finanziamenti della Lega Nord al MpA
La trasmissione Report di Rai3 rese noti i finanziamenti della Lega Nord all'MpA: 387.000 euro nel 2007 e 292.000 nel 2008, come riportato nei bilanci nel movimento.

#### L'espulsione di Scotti e la nascita di Noi Sud
Il 20 gennaio 2010 vengono espulsi il Presidente del movimento e Sottosegretario agli Affari Esteri Enzo Scotti ed i deputati Arturo Iannaccone, Luciano Mario Sardelli, Elio Belcastro e Antonio Milo, che hanno proceduto alla costituzione di un nuovo partito: Libertà e Autonomia - Noi Sud.
Successivamente aderiscono il senatore campano Riccardo Villari (ex PD) e il deputato calabrese Aurelio Misiti (ex IdV). Il 7 ottobre 2009 aderisce all'MpA anche il senatore Sebastiano Burgaretta Aparo, subentrato al senatore dimissionario dell'UdC Salvatore Cintola, e vi rimarrà fino al suo passaggio al PdL avvenuto il 28 dicembre 2010.

#### Elezioni regionali 2010
Alle elezioni regionali del 2010 il partito ha espresso le sue posizioni in maniera articolata:
- in Campania ha promosso una lista assieme al Nuovo PSI ed al PRI a sostegno del candidato di centro-destra, Stefano Caldoro, esprimendo uno dei quattro consiglieri spettanti alla lista;
- nel Lazio ha eletto un consigliere nella lista civica a sostegno di Renata Polverini;
- in Calabria ha partecipato con la lista Autonomia e diritti a sostegno del Presidente uscente di centro-sinistra Agazio Loiero;
- in Basilicata l'MpA ha presentato il proprio simbolo, raccogliendo oltre ottomila voti (circa il 2,65%) ed eleggendo un consigliere regionale;
- in Puglia s'è schierato con Adriana Poli Bortone, presentando una lista comune col movimento Io Sud (col quale è stato sottoscritto un accordo federativo);

#### Ilterzo poloe l'uscita dal Governo Berlusconi IV
In occasione della mozione di sfiducia al sottosegretario alla Giustizia, Giacomo Caliendo, il neonato gruppo dei finiani Futuro e Libertà per l'Italia, l'Unione di Centro, l'Alleanza per l'Italia e il Movimento per le Autonomie scelgono di astenersi. Pier Ferdinando Casini ha definito questa alleanza "un'area di responsabilità nazionale"; Francesco Rutelli ha parlato della necessità di "unire le forze che vogliono fare le riforme ed esercitare una grande responsabilità"; dello stesso avviso anche il capogruppo di FLI, Italo Bocchino, che in un editoriale sul Secolo d'Italia ha scritto che si tratta di una "responsabilità - aggiunge - spesso messa sotto i piedi da un violento spirito di parte, da una faziosità senza limiti e da una partigianeria che non possiamo condividere". Gli astenuti totali sono stati 75.
Sono stati numerosi, tra giornalisti e intellettuali, a definire questa alleanza un possibile embrione di Terzo Polo.
Il 13 novembre 2010, con le dimissioni del proprio sottosegretario alle Infrastrutture e ai trasporti Giuseppe Maria Reina, l'MpA annuncia la fuoriuscita dal Governo Berlusconi IV, accusando l'esecutivo di non mantenere adeguatamente gli impegni presi con gli elettori e di agire contro gli interessi del Sud Italia.
In seguito, il 14 dicembre vota a favore delle mozioni di sfiducia presentate dal Partito Democratico, dall'Italia dei Valori e dalle altre forze del Polo della Nazione.

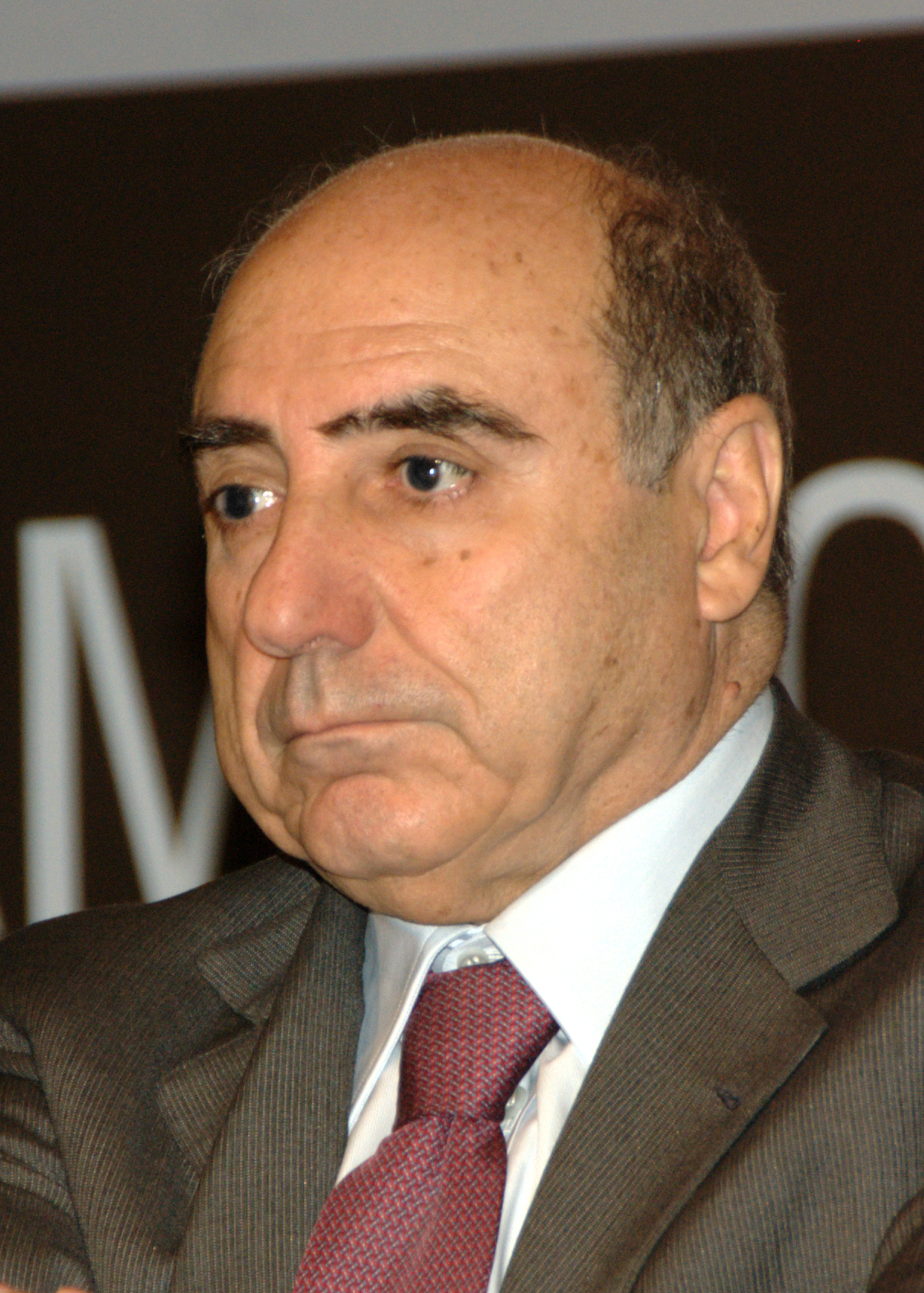
Agazio Loiero

Il 22 settembre 2011 aderisce l'ex Presidente della Regione Calabria e consigliere regionale calabrese, Agazio Loiero, successivamente nominato 2011 Coordinatore Nazionale . 

### Congresso 2012: I nuovi vertici
Il 7 e 8 luglio 2012 si è svolto a Roma il terzo Congresso Federale - Assemblea Congressuale Organizzativa del partito, durante il quale il Segretario Federale e fondatore Raffaele Lombardo, a seguito del coinvolgimento nell'indagine Iblis, si è dimesso dalla propria carica. Il Congresso ha eletto successivamente il nuovo Comitato Federale del partito che, il 26 luglio 2012, si è riunito ed ha nominato due nuovi Segretari Federali: il consigliere regionale calabrese Agazio Loiero (già coordinatore nazionale del MPA ed ex Presidente della Calabria) ed il senatore Giovanni Pistorio; confermati i tre Vicesegretari Federali: il sardo Franco Cuccureddu, l'abruzzese Giorgio de Matteis ed il calabrese Orlandino Greco.
Il 31 luglio 2012 Raffaele Lombardo inoltre si dimette dinanzi l'Assemblea regionale siciliana dalla carica di Presidente regionale con alcuni mesi di anticipo rispetto alla scadenza naturale del mandato prevista per l'aprile 2013, al fine di affrontare le vicende giudiziarie che lo vedono coinvolto (è accusato di Concorso esterno in associazione mafiosa) e per evitare il voto regionale in contemporanea con quello per il rinnovo del parlamento nazionale. Resta in carica solo per l'ordinaria amministrazione fino alle elezioni anticipate, previste dallo Statuto speciale entro tre mesi.

### Regionali Siciliane del 2012
In occasioni delle elezioni regionali siciliane dell'ottobre 2012 vi è il tentativo di   federarsi in autonomi movimenti regionali: è il "Partito dei Siciliani" e con questo simbolo si presenta la lista a sostegno del candidato alla presidenza della Regione Gianfranco Micciché, in un'alleanza che comprende anche  Futuro e Libertà per l'Italia.
Il progetto non ha però seguito; nonostante la significativa elezione di 10 deputati regionali su 90, già nel maggio 2013 il gruppo resta in sette.
Dopo le regionali lasciano l'ex coordinatore Giovanni Pistorio e Nicola D'Agostino. A giugno aveva già lasciato l'MPA il segretario regionale Nicola Leanza, per passare tutti all'UDC. Nell'aprile 2013 Leanza fonderà Articolo 4 e si avvicinerà al PD.

### Elezioni politiche del 2013
In occasione delle elezioni politiche del 24 e 25 febbraio 2013 Raffaele Lombardo decide di candidarsi e, diversamente dalle precedenti regionali siciliane, ricolloca il Movimento nella coalizione di centrodestra ancora guidata da Silvio Berlusconi e che ha come principale alleato la Lega Nord di Roberto Maroni. Alla Camera il Movimento crea una lista unica con il partito Grande Sud di Gianfranco Micciché che viene presentata in quasi tutte le circoscrizioni del Mezzogiorno; al Senato invece presenta in Sicilia una propria lista MPA - PARTITO DEI SICILIANI, mentre nelle altre regioni vi sono candidati targati MPA nelle liste del PDL. La scelta di tornare con Berlusconi provoca la rottura del patto federativo del partito di Lombardo col movimento Autonomia e Diritti di Agazio Loiero, che non apprezza l'alleanza col centro-destra.
Il risultato delle elezioni politiche del 2013 è tuttavia pessimo sia alla Camera che al Senato: alla Camera non viene eletto nessuno della lista unica GRANDE SUD - MPA ed al Senato nessun eletto della lista MPA - PARTITO DEI SICILIANI in Sicilia, dove era candidato lo stesso Lombardo come capolista che quindi rimane fuori dal Parlamento. Risultano tuttavia eletti tre esponenti del Movimento, Antonio Scavone e Pippo Compagnone al Senato ed Angelo Attaguile alla Camera, che erano stati candidati nelle liste del Popolo della Libertà; i primi due aderiscono al gruppo Grandi Autonomie e Libertà del Senato, mentre il terzo aderisce al gruppo Lega Nord e Autonomie della Camera.
I due senatori presenti al Senato e il deputato hanno dato fiducia al Governo Letta.
I parlamentari del MPA hanno invece negato la fiducia al successivo Governo Renzi.
Successivamente Attaguile abbandonerà l'MpA per aderire definitivamente alla Lega Nord e diventando presidente dei circoli leghisti nel meridione denominati Noi con Salvini.
A fine luglio i due senatori Scavone e Compagnone, già iscritti al gruppo GAL, aderiscono al gruppo parlamentare Alleanza Liberalpopolare-Autonomie, nato per sostenere il governo Renzi.

### Regionali Siciliane del 2017:Popolari e Autonomisti
Nel maggio 2017 Lombardo, dopo la condanna in appello a due anni per voto di scambio, ma l'assoluzione dall'accusa di concorso esterno alla mafia, torna a una convention del suo partito.
Alle regionali siciliane del 5 novembre il partito, sotto la guida del segretario Pippo Reina, si schiera a sostegno del candidato unitario della coalizione di centro-destra Nello Musumeci, presentandosi con la lista "Popolari e Autonomisti" che federa, oltre all'MpA, anche il Cantiere Popolare di Saverio Romano e Idea Sicilia di Roberto Lagalla.
La lista ottiene un buon 7,09% ed elegge sei deputati regionali, rispettivamente: 2 all'MpA, 2 al Cantiere Popolare e 2 ad Idea Sicilia. I due eletti del partito sono Roberto di Mauro e il senatore Giuseppe Compagnone, quest'ultimo si dimetterà quindi dalla carica di parlamentare nazionale. L'MpA entra inoltre nella giunta regionale con Mariella Ippolito (Assessore al Lavoro, Politiche sociali e Famiglia), mentre Roberto Di Mauro viene eletto Vicepresidente vicario dell'ARS.
In seno all'Assemblea Regionale Siciliana viene costituito un unico gruppo parlamentare, quello appunto dei Popolari e Autonomisti.
Il 20 febbraio 2019 l'ex deputato di MpA Antonio Scavone viene nominato assessore regionale alla Famiglia, Politiche sociali e Lavoro, sostituendo la Ippolito.

### Elezioni politiche del 2018
Alle elezioni politiche del 2018 l'MpA si schiera nella coalizione di centro-destra e prende parte alla lista unica Noi con l'Italia - UDC (la cosiddetta "quarta gamba" della coalizione). I risultati della lista non consentono tuttavia l'elezione di alcun parlamentare.
Nel dicembre 2018 aderisce l'europarlamentare Innocenzo Leontini .

### Il Patto federativo con la Lega per Salvini Premier
Nel dicembre del 2020, Matteo Salvini e Roberto Di Mauro stipulano un accordo federativo tra la Lega per Salvini Premier e il Movimento per la Nuova Autonomia per liste comuni e con l'obiettivo dello sviluppo economico della Sicilia basato su una serie di punti cardine: "sviluppo infrastrutturale, fiscalità di vantaggio decennale per le imprese che vogliono investire in Sicilia, lotta senza quartiere alla criminalità organizzata, sviluppo dell'agroalimentare siciliano, turismo e rafforzamento dell’autonomia siciliana e del decentramento amministrativo in favore dei comuni, semplificazione e digitalizzazione."
Nel settembre del 2022, qualche settimana prima delle elezioni, il patto viene sciolto.

### Elezioni regionali del 2022
Nel gennaio del 2022 Raffaele Lombardo viene assolto in appello nel processo per concorso esterno in associazione mafiosa, e rientra ufficialmente.
Nel luglio del 2022 nel corso dell’assemblea del partito viene presentato il nuovo simbolo, che riprende la denominazione originale di Movimento per l'Autonomia, e i primi candidati in vista delle regionali che si terranno il 25 settembre, in concomitanza con le elezioni anticipate, ancora una volta in appoggio al centro-destra.
Nell'isola, invece, si presenta nuovamente nella lista Popolari e Autonomisti a sostegno del candidato del Renato Schifani, stringendo accordi con Ora Sicilia del deputato regionale uscente Luigi Genovese, figlio di Francantonio, Movimento Via dell’ex deputato regionale palermitano Gaspare Vitrano e Cantiere Popolare di Saverio Romano .
La lista raccoglie il 6,8% con quattro eletti in quota MpA: Giovanni Di Mauro (già vicepresidente vicario dell'Ars), Giuseppe Carta (sindaco di Melilli), Giuseppe Castiglione (presidente del Consiglio comunale di Catania) e Giuseppe Lombardo (già assessore alla Famiglia e ai servizi sociali del Comune di Catania).

### Nuovi sviluppi ed elezioni europee del 2024
Nell'ottobre 2023 vi è la stipula di un nuova analoga alleanza con la Lega, seguita da una riorganizzazione interna. Tuttavia, nel marzo del 2024 il patto viene rotto dal leader Raffaele Lombardo, a causa di dissapori con i rappresentanti leghisti siciliani.
In occasione delle elezioni europee, il partito si federa invece con la lista Forza Italia - Noi Moderati, confermando l'alleanza già costituita nelle due precedenti tornate elettorali comunitarie. Nell'agosto dello stesso anno il deputato dell'ARS Gianfranco Miccichè abbandona Forza Italia aderendo al MpA.

#### La nascita di Grande Sicilia
Nel 2025 Gianfranco Micciché, Raffaele Lombardo e Roberto Lagalla fondano il partito Grande Sicilia - Civici Autonomisti Democratici, di ispirazione centrista e inserito nell'ambito del centrodestra a sostegno della giunta di Renato Schifani. I gruppi del Movimento per l'Autonomia e di Lavorare per Palermo manterranno comunque una propria indipendenza sul territorio

## Vertici

### Segretario federale
- Raffaele Lombardo (30 aprile 2005 – 8 luglio 2012)
- Giovanni Pistorio & Agazio Loiero (26 luglio 2012 – 24 dicembre 2012)
- Agazio Loiero (24 dicembre 2012 – 12 gennaio 2013)
  - Carica vacante (12 gennaio 2013 – 2018)
- Giovanni Di Mauro (dal 2018)

### Segretario regionale
- Giovanni Pistorio (2012)
- Rino Piscitello (2013–2015)
- Giuseppe Maria Reina (2017–2018)

### Presidente federale
- Vincenzo Scotti (2008–2010)

### Coordinatore nazionale
- Agazio Loiero (22 ottobre 2011 – 26 luglio 2012)

## Congressi
- I Congresso - Bari, 16 - 18 dicembre 2005.
- II Congresso - Roma, 27 febbraio - 1º marzo 2009.
- III Congresso - Roma, 7 - 8 luglio 2012.

## Risultati elettorali
| Elezione       | Elezione       | Voti                               | %                                  | Seggi   |
| -------------- | -------------- | ---------------------------------- | ---------------------------------- | ------- |
| Politiche 2006 | Camera         | Nella lista Lega Nord-MpA          | Nella lista Lega Nord-MpA          | 5 / 630 |
| Politiche 2006 | Senato         | Nella lista Lega Nord-MpA          | Nella lista Lega Nord-MpA          | 2 / 315 |
| Regionali 2006 | Regionali 2006 | Nella lista MpA-Nuova Sicilia      | Nella lista MpA-Nuova Sicilia      | 9 / 80  |
| Politiche 2008 | Camera         | 410 487                            | 1,1                                | 8 / 630 |
| Politiche 2008 | Senato         | 355 076                            | 1,1                                | 2 / 315 |
| Regionali 2008 | Regionali 2008 | 375 587                            | 13,95                              | 15 / 80 |
| Europee 2009   | Europee 2009   | Nella lista L'Autonomia            | Nella lista L'Autonomia            | 0 / 72  |
| Regionali 2012 | Regionali 2012 | 182,596                            | 9,53                               | 10 / 80 |
| Politiche 2013 | Camera         | Nella lista Grande Sud - MpA       | Nella lista Grande Sud - MpA       | 1 / 630 |
| Politiche 2013 | Senato         | 48 618                             | 0,15                               | 2 / 315 |
| Regionali 2017 | Regionali 2017 | Nella lista Popolari e Autonomisti | Nella lista Popolari e Autonomisti | 3 / 80  |
| Politiche 2018 | Camera         | Nella lista Noi con l'Italia - UDC | Nella lista Noi con l'Italia - UDC | 0 / 630 |
| Politiche 2018 | Senato         | Nella lista Noi con l'Italia - UDC | Nella lista Noi con l'Italia - UDC | 0 / 315 |
| Regionali 2022 | Regionali 2022 | Nella lista Popolari e Autonomisti | Nella lista Popolari e Autonomisti | 4 / 70  |